# 小安德羅尼夫卡
46°15′47″N 32°50′2″E / 46.26306°N 32.83389°E
小安德羅尼夫卡（烏克蘭語：Мала Андронівка）是位於烏克蘭南部的村莊，由赫爾松州斯卡多夫斯克區的斯卡多夫斯克市鎮負責管轄。該村始建於1823年，面積0.61平方公里，海拔高度33米，2001年人口24，人口密度每平方公里39.2人。